# 刑慕仁
刑慕仁（Nicholas Simons，1964/1965年—），加拿大政治人物，2005年-24年間以卑詩新民主黨黨員身份擔任卑詩省議會鮑威爾河—陽光海岸選區議員，2020年-22年間任職卑詩省社會發展及扶貧廳長。

## 生平
刑慕仁於魁北克省蒙特婁成長，父親揚·西蒙斯（Jan Simons）曾於該市麥基爾大學音樂系任教。刑慕仁於大學修讀犯罪學，先後從渥太華大學和西門菲沙大學取得學士和碩士學位。他曾在卑詩省兒童及家庭發展廳任職社工，並曾為卑詩省政府、西北地區政府、聯邦政府和數個原住民族國政府出任研究員和顧問，覆蓋法務改革和兒童福利等範疇。他從1997年至2005年出任錫謝爾特原住民族國政府（Sechelt Nation）的衞生及社會發展總監，掌管該族國的公共衞生、兒童福利和財務援助項目。
他於2004年聯邦大選中代表加拿大新民主黨競逐國會下議院西溫哥華—陽光海岸選區議席，以22%得票率排行第三。2005年卑詩省省選，他代表卑詩新民主黨競逐省議會鮑威爾河—陽光海岸選區議席，並以43.45%得票率當選，首度出任省議員。他於2009年、2013年、2017年和2020年省選在該選區連任。
2010年末，卑詩新民主黨黨魁詹嘉路面臨黨團內13名成員逼宮，而於同年12月6日請辭；有報道指刑慕仁為該13人之一。他後於2011年1月5日宣布參與黨魁選舉，但在形勢不利下於同年4月7日棄選並改為支持賀謹；黨魁選舉最終由狄德安勝出。
他於2020年省選連任後獲省長賀謹委入內閣，在新民主黨多數政府中出任社會發展及扶貧廳長。尹大衛繼任省長後於2022年12月公布的內閣名單中，由馬康森接替刑慕仁出任該廳長；刑慕仁則改任新民主黨黨團主席。2023年9月他宣布不會在翌年省選中競逐連任，2024年省議員任期屆滿時卸任。

## 個人生活
刑慕仁為大提琴手，年少時曾參與蒙特婁交響樂團和加拿大廣播公司管弦樂團演奏，並曾參與製作反抗樂隊的2004年專輯《反文化之海妖歌》。他的伴侶為音樂家史葛·史高比（Scott Scobbie，藝名）。

## 外部連結
- （英文）卑詩新民主黨網站 刑慕仁分頁 （页面存档备份，存于）
- （英文）卑詩省議會網站 刑慕仁議員簡介 （页面存档备份，存于）